# Enrico Ambros
Enrico Ambros (Alemania) es un gimnasta artístico alemán que, representando a Alemania del Este, ha conseguido ser subcampeón del mundo en 1989 en el concurso por equipos.

## 1989
En el Mundial de Stuttgart 1989 gana plata en equipos —tras la Unión Soviética (oro) y por delante de China (bronce)— siendo sus compañeros de equipo: Andreas Wecker, Sven Tippelt, Sylvio Kroll, Jörg Behrend y Jens Milbradt.